# Bilal Danguir
Bilal Danguir (arab. بلال الدنكير, ur. 2 lutego 1986 w Tangerze) – marokański piłkarz, grający jako napastnik w Chababie Ben Diban, którego jest kapitanem.

## Kariera klubowa

### Początki
Jako junior grał w Chababie Ben Diban i Ittihadzie Tanger do 2005 roku, do którego pierwszego zespołu przebił się w 2005 roku.

### Wydad Fès
1 lipca 2009 roku został zawodnikiem Wydadu Fès. W tym zespole zadebiutował 4 października 2009 roku w meczu przeciwko Raja Casablanca (1:1). Zagrał cały mecz. Pierwszą bramkę strzelił 5 grudnia 2009 roku w meczu przeciwko Maghrebowi Fez (1:1). Do siatki trafił w 13. minucie. Pierwszy raz asystował 29 stycznia 2010 roku w meczu przeciwko KAC Kénitra (1:1). Asystował przy bramce Omara Hassiego w 47. minucie. Łącznie zagrał 9 meczów, strzelił dwie bramki i miał jedną asystę.

### Raja Casablanca
1 lipca 2010 roku podpisał kontrakt z Raja Casablanca. Debiut zaliczył tam 2 października 2010 roku w meczu przeciwko Maghrebowi Fez (porażka 1:2). Wszedł na boisko w 78. minucie, zastąpił Bouchaiba El Moubarkiego. Pierwszą asystę zaliczył 24 października 2010 roku w meczu przeciwko Hassanii Agadir (1:1). Asystował przy bramce Lancine Kone w 91. minucie. W sumie wystąpił w 6 meczach i raz asystował.

### Chabab Rif Al Hoceima
Jego kolejnym klubem był Chabab Rif Al-Hoceima. Zadebiutował tam 25 sierpnia 2011 roku w meczu przeciwko FAR Rabat (0:0). Wszedł na boisko w 73. minucie, zastąpił Salmana Ould Lhaja. Pierwsze asysty zaliczył 5 listopada 2011 roku w meczu przeciwko Wydadowi Fès (wygrana 4:0). Asystował przy bramkach Nabila Oumghara w 84. i 91. minucie. Pierwszą bramkę strzelił 28 kwietnia 2012 roku w meczu przeciwko Difaâ El Jadida (1:1). Do siatki trafił w 63. minucie. W sumie wystąpił w 11 meczach, w których strzelił bramkę i miał dwie asysty.

### Raja Beni Mellal
1 lipca 2012 roku podpisał kontrakt z Raja Beni Mellal. W tym klubie zadebiutował 23 września 2012 roku w meczu przeciwko Raja Casablanca (porażka 0:1). Zagrał cały mecz. Pierwszą asystę zaliczył 29 września 2012 roku w meczu przeciwko Olympic Safi (porażka 2:4). Asystował przy bramce Zouhaira Naima w 9. minucie. Łącznie zagrał 5 meczów i raz asystował. 

### Dalsza kariera
1 lipca 2013 roku powrócił do Ittihadu Tanger. 1 stycznia 2014 roku został zawodnikiem Al-Taawon Club. 1 lipca 2014 roku ponownie powrócił do Ittihadu. 1 lipca 2015 roku został zawodnikiem Fanja SC. 1 lipca 2016 roku przeszedł do US Témara. 3 sierpnia 2017 roku został graczem Unionu Sidi Kacem. 10 sierpnia 2018 roku przeszedł do Al-Baqaa. Następnie został graczem Chababu Ben Diban.